# Bahia Challenger
Il Bahia Challenger è stato un torneo professionistico di tennis giocato su campi in cemento. Faceva parte dell'ATP Challenger Series. Si giocava annualmente a Bahia, in Brasile.

## Albo d'oro

### Singolare
| Anno       | Campione           | Finalista      | Punteggio     |
| ---------- | ------------------ | -------------- | ------------- |
| 1985       | Jaime Yzaga        | Carlos Kirmayr | 6–2, 6–0      |
| 1984       | Horacio de la Peña | Marcos Hocevar | 6–4, 5–7, 7–5 |
| 1983- 1982 | Non disputato      | Non disputato  | Non disputato |
| 1981       | Pat Du Pré         | João Soares    | 5–7, 7–6, 6–4 |

### Doppio
| Anno       | Campioni                        | Finalisti                   | Punteggio     |
| ---------- | ------------------------------- | --------------------------- | ------------- |
| 1985       | Josef Čihák Tom Nijssen         | Víctor Pecci Emilio Sánchez | 6–4, 6–3      |
| 1984       | Ricardo Acuña Hans Gildemeister | Givaldo Barbosa João Soares | 6–3, 1–6, 7–6 |
| 1983- 1982 | Non disputato                   | Non disputato               | Non disputato |
| 1981       | Carlos Kirmayr Cássio Motta     | Pat Du Pré Mel Purcell      | 7–6, 6–4      |